# Baccarat
Baccarat este un oraș în nord-estul Franței, în departamentul Meurthe-et-Moselle, în regiunea Lorena, pe cursul râului Meurthe și are o populație de 4.000 locuitori. Orașul a dat numele său cristalului care este fabricat aici din secolul al XVII-lea, baccarat.